# Bande dessinée verticale
 (février 2022).

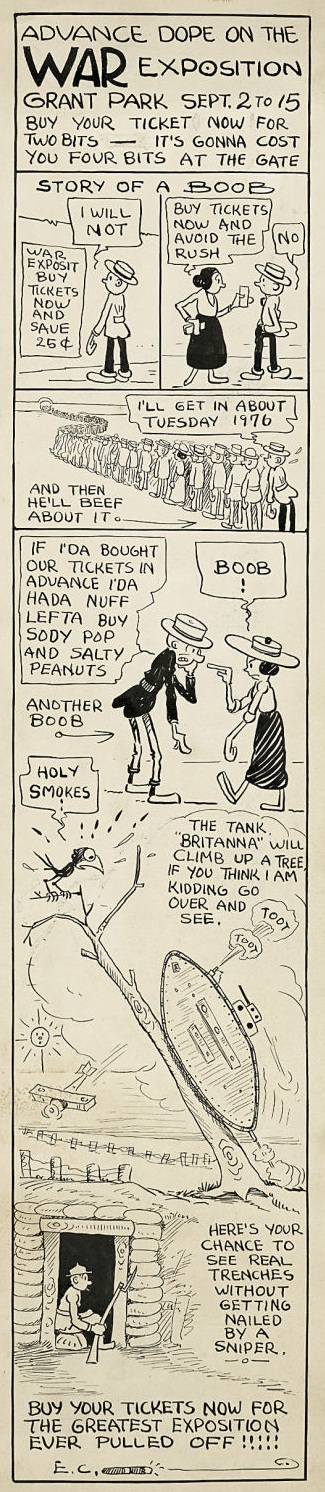
Strip vertical de Looping the Loop par E. C. Segar publiée en 1918 dans le Chicago Evening American.

La bande dessinée verticale est un format de bande dessinée dans lequel les cases sont disposées verticalement. Ce type de bande dessinée, courant en  France, est paru dans la presse nationale et régionale. La première bande dessinée verticale, réalisée par Paul Gordeaux, paraît dans le quotidien français France-Soir le 16 novembre 1949. Jusqu'à cette date, les journaux n'avaient publié que des bandes dessinées disposées horizontalement.
À la demande de Pierre Lazareff, Paul Gordeaux raconta le Film du demi-siècle et, afin d'imiter une pellicule cinématographique, il adopta l'ordre vertical, un véritable storyboard. Gordeaux commanda les premières images à un jeune dessinateur alors peu connu, Jean Bellus. Il s'agissait du célèbre logo de France Soir représentant un lecteur tenant son journal ouvert devant lui, laissant voir les gros titres de la une et les bandes dessinées de la dernière page. Chaque lecteur devenait un « homme sandwich » de France Soir et le curieux courait acheter le journal pour lire la suite des bandes dessinées. Paul Gordeaux publia près de 10 000 bandes dessinées, qui firent de lui l’historien le plus lu de France : « Auteur du Blablabla, il ne racontait pas des histoires mais l’histoire », disait de lui Pierre Lazareff. Juste après, ce fut l'avènement des fameuses bandes dessinées historiques Le Crime ne paie pas, suivi de la série Les Amours Célèbres pendant plus d'un quart de siècle.
Dans les bandes dessinées verticales, un texte narratif est placé sous chaque dessin, il n'y a pas généralement de bulles pour exprimer ce que disent les personnages.